# Хакл
Хакл (араб. حَقْل) або Хакал (араб. حَقَل) — місто на північному заході Саудівської Аравії біля витоку Акабської затоки, що прилягає до Акаби через кордон з Йорданією. З Хакла можна побачити узбережжя Єгипету, Ізраїлю та Йорданії.
Хакл — невелике місто, яке не є портом, який використовується для судноплавства в Червоному морі, а відносно невелике населення Саудівської Аравії не займається опрісненням води. Як наслідок, рифи в цьому районі є незайманими та населені різноманітною флорою та фауною. Узбережжя Червоного моря та Акабської затоки в цьому регіоні мальовничі. З вікон відкривається вид на гори Синайського півострова через Акабську затоку. Доступ до міста обмежений рухом до та з порту Акаба, Йорданія. Він лежить на 5 км від кордону з Йорданією. Це стало одним із найпривабливіших міст для відвідування для Дайвінгу та проживання. Двома найбільш привабливими факторами є його клімат і географічне розташування. Саудівська комісія з туризму та старожитностей (SCTA) додала більше 4 привабливих місць на Хаклі.

## Палац короля Абдель-Азіза

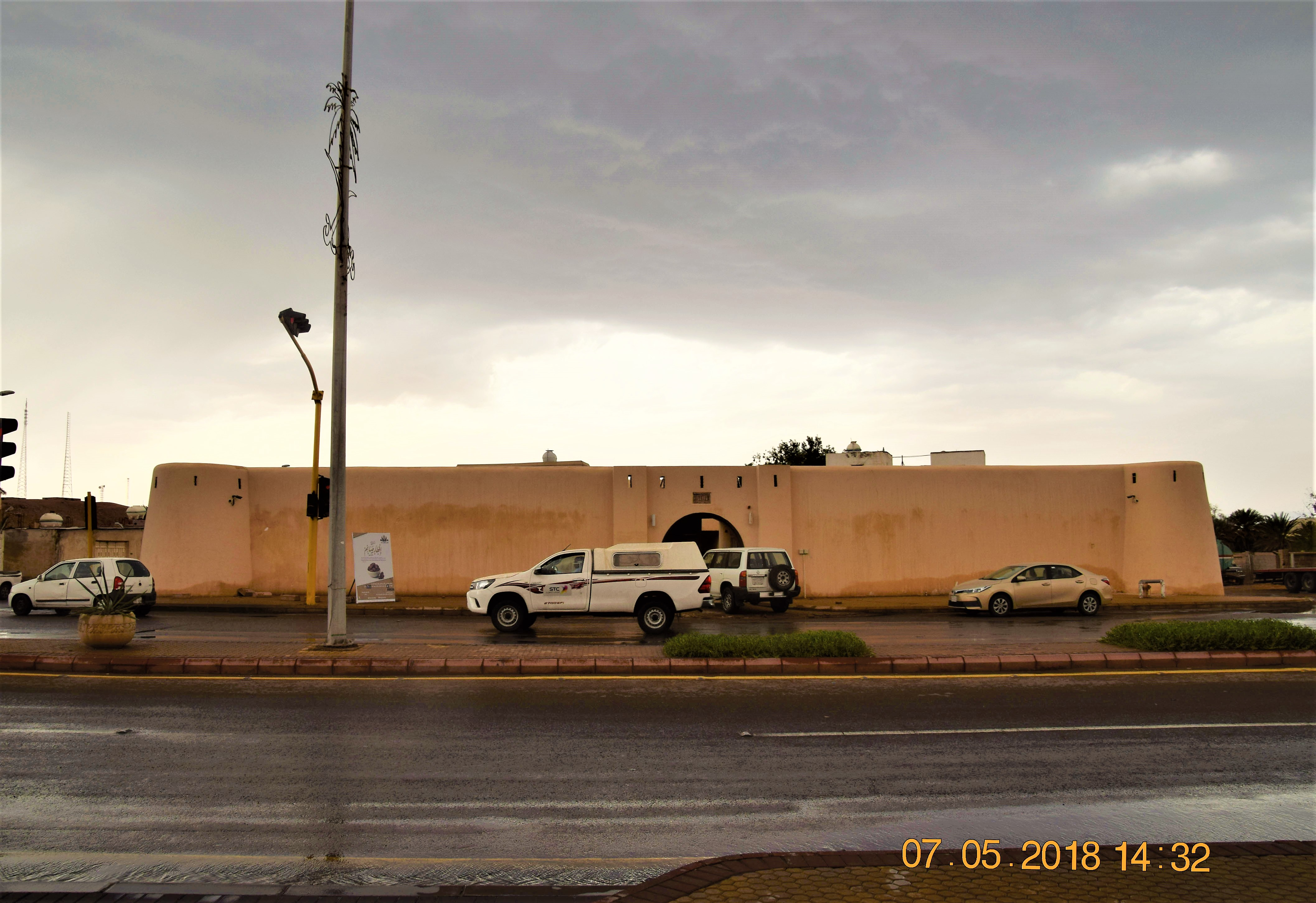
Палац короля Абдель-Азіза

Палац короля Абдель-Азіза в Хаклі був збудований на початку XX століття засновником Саудівської Аравії королем Абдель-Азізом ібн Саудом. Невеликий форт квадратної форми дає уявлення про ранню саудівську оборонну архітектуру. Має центральне подвір'я та покинуту криницю. На території палацу ведуться роботи з організації першого музею Хакла.

## Клімат
Хакл має пустельний клімат, і більшість опадів випадає взимку. Класифікація клімату Кеппена-Гейгера — BWh. Середньорічна температура в Хаклі становить 24,3 °C. Близько 24 мм опадів випадає щорічно.
| Клімат Хакл           | Клімат Хакл | Клімат Хакл | Клімат Хакл | Клімат Хакл | Клімат Хакл | Клімат Хакл | Клімат Хакл | Клімат Хакл | Клімат Хакл | Клімат Хакл | Клімат Хакл | Клімат Хакл | Клімат Хакл |
| Показник              | Січ.        | Лют.        | Бер.        | Квіт.       | Трав.       | Черв.       | Лип.        | Серп.       | Вер.        | Жовт.       | Лист.       | Груд.       | Рік         |
| Середній максимум, °C | 21,1        | 22,8        | 25,8        | 29,9        | 34,0        | 36,8        | 37,4        | 37,8        | 35,2        | 31,9        | 27,1        | 22,2        |             |
| Середній мінімум, °C  | 10,7        | 11,7        | 14,3        | 17,8        | 20,3        | 23,8        | 25,3        | 25,6        | 24,1        | 20,8        | 16,5        | 11,9        |             |
| Норма опадів, мм      | 3           | 5           | 5           | 3           | 1           | 0           | 0           | 0           | 0           | 1           | 3           | 3           | 24          |
| --------------------- | ----------- | ----------- | ----------- | ----------- | ----------- | ----------- | ----------- | ----------- | ----------- | ----------- | ----------- | ----------- | ----------- |
| Джерело: Climate Data |             |             |             |             |             |             |             |             |             |             |             |             |             |